# Јединствена Русија
Сверуска политичка партија „Јединствена Русија” (рус. Всероссийская политическая партия „Единая Россия”) је политичка странка великог шатора у Руској Федерацији, која окупља најразличитије политичке струје под један шатор. Њен председник је Дмитриј Медведев.
Основана је 1. децембра 2001. уједињењем странака Јединство Сергеја Шојгуа, Отаџбина Јурија Лушкова и Јевгенија Примакова, те Целе Русије Минтимера Шајмијева под именом Сверуска партија „Јединство и отаџбина — Јединствена Русија”.
Јединствена Русија подржава политику актуелног председника Владимира Путина. Иако није званични лидер Јединствене Русије нити члан странке, Путин делује као њен де факто лидер. Странка је достигла врхунац подршке на парламентарним изборима 2007. године са 64,3% гласова, док је последњих година забележила пад подршке. Иидеологија странке је недоследна, али обухвата одређене политичаре и званичнике, који имају различите политичке ставове и подржавају Путина. Странка се углавном обраћа симпатизерима Владимира Путина и неидеолошким гласачима, а политиколози је често класификују као „странку великог шатора“ или као „странку власти“. Године 2009. странка је прогласила руски конзервативизам за званичну идеологију странке.
На логотипу партије налази се медвед. По томе се чланови партије називају медведима.

## Изборни резултати

### Парламентарни избори
| Изборни резултати | Изборни резултати | Изборни резултати | Изборни резултати | Изборни резултати | Изборни резултати | Изборни резултати | Изборни резултати |
| Година            | Гласови           | %                 | Посланици         | Лидер             | Парламент         |                   |                   |
| ----------------- | ----------------- | ----------------- | ----------------- | ----------------- | ----------------- | ----------------- | ----------------- |
| 2003.             | 22.766.294        | 37.57%            | 220 / 450         | Борис Гризлов     | Владајући         | Владајући         |                   |
| 2007.             | 44.714.241        | 64%               | 315 / 450         | Владимир Путин    | Владајући         | Владајући         |                   |
| 2011.             | 32.379.135        | 49.32%            | 238 / 450         | Дмитриј Медведев  | Владајући         | Владајући         |                   |
| 2016.             | 28.271.600        | 54.20%            | 343 / 450         | Дмитриј Медведев  | Владајући         | Владајући         |                   |
| 2021.             | 28.064.258        | 49.82%            | 324 / 450         | Сергеј Шојгу      | Владајући         | Владајући         |                   |